# Maru (Jordania)
Maru – miejscowość w Jordanii, w muhafazie Irbid. W 2015 roku liczyła 4536 mieszkańców.